# Gabriele Locatelli
Gabriele Locatelli (fl. XX secolo) è stato un calciatore italiano, di ruolo difensore.

## Carriera
Con l'Esperia nella stagione 1922-1923 gioca 21 partite in Prima Divisione, la massima serie dell'epoca.